# Angeł Sotirow
Angeł Goczew Sotirow (bułg. Ангел Гочев Сотиров; ur. 16 października 1943 w Rawnej gorze, zm. 4 grudnia 2017 w Sozopolu) – bułgarski zapaśnik walczący w stylu wolnym. Olimpijczyk z Meksyku 1968, gdzie odpadł w eliminacjach w kategorii do 78 kg.
Piąty na mistrzostwach Europy w 1969 roku.